# Gheorghe Megelea

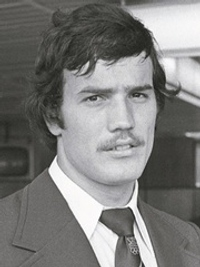
Gheorghe Megelea (Mitte der 1970er Jahre)

Gheorghe Megelea (* 14. März 1954 in Reșița) ist ein rumänischer Leichtathlet, der um die Mitte der 1970er Jahre als Speerwerfer erfolgreich war. Er gewann eine olympische Bronzemedaille.
Megelea wurde dreimal in Folge rumänischer Landesmeister:
| Jahr      | 1974  | 1975  | 1976  |
| Weite (m) | 77,04 | 79,52 | 82,16 |

Seine einzige internationale Medaille gewann er bei den Olympischen Spielen 1976 in Montreal. Die geforderte Qualifikationsweite von 79 m übertraf er mit einem Wurf von 80,26 m. Im Finale erzielte er mit 87,16 m seine persönliche Bestleistung, eine Weite, die an diesem Tag nur von dem Ungarn Miklós Németh, der mit 94,58 m einen neuen Weltrekord aufstellte, sowie dem Finnen Hannu Siitonen, der mit 87,92 m Silber gewann, übertroffen wurde.
Megelea, dessen Bestleistung aus dem Jahr 1975 bei 83,64 m gelegen hatte, warf in Montreal eine ausgezeichnete Serie mit vier Würfen über 82 m:
- 87,16 – 83,16 – 82,92 – 82,10

1977 benutzte er eine Auslandsreise nach Großbritannien um sich abzusetzen. Nachher übersiedelte er nach Kanada.